# Wagner Pereira Cardozo
Wagner Pereira Cardozo (sinh ngày 16 tháng 10 năm 1966) là một cầu thủ bóng đá người Brasil.

## Sự nghiệp câu lạc bộ
Wagner Pereira Cardozo đã từng chơi cho FC Tokyo, Shonan Bellmare, Arte Takasaki và FC Kariya.